# Кубок європейських чемпіонів (трофей)
Кубок європейських чемпіонів — трофей, який щорічно вручається УЄФА футбольному клубу, що отримав перемогу в турнірі Ліга чемпіонів УЄФА. У цей час трофеєм володіє діючий переможець Ліги Чемпіонів — «Реал Мадрид». Відповідно до правила, введеного в сезоні — 1968/69, п'ятикратному володарю Кубка європейських чемпіонів або команді, що виграє трофей тричі поспіль, дозволялося залишити його в себе навічно. Так, власний приз мають «Реал», «Аякс», «Баварія», «Мілан», а з 2005 року й «Ліверпуль». За новими правилами з 2009 року клуб не може залишити в себе трофей навічно (докладніше).

## Опис
Нинішній кубок зроблений майстром у 2006 році, сягаючи заввишки 73,5 сантиметрів та маючи вагу 8,5 кілограм, і є вже шостим.
Через оригінальний дизайн ручок кубка у багатьох країнах світу його називають «великі вуха». Іспанський варіант цього прізвиська («la Orejona») дуже популярний в Латинській Америці.
Нинішній трофей головного клубного турніру Європи — відрізняється від свого попередника по дизайну. Старий кубок чемпіонів спочатку був великою срібною амфорою заввишки 60 см з написом французькою мовою «Кубок європейських клубів чемпіонів». Цей приз отримав в 1967 році вічну прописку в музеї мадридського «Реала», який у той час був діючим чемпіоном, і виграв шість титулів загалом, в тому числі перші п'ять розіграшів з 1956 по 1960 рік.

## Зміна дизайну
Трофей, є вже п'ятою копією Кубка європейських чемпіонів у його сучасному вигляді. Після того, як у березні 1967 року оригінал отримав «Реал», генеральний секретар УЄФА Ганс Банґертер вирішив створити новий приз для найсильнішого клубу Європи, звернувшись у Берні в майстерню Штадельманна.
«Селтік» став першим клубом, який виграв кубок в нинішньому дизайні у 1967 році.

## Історія дизайну
«Разом із батьком ми відвідали офіс Банґертера, застеливши ескізами усю підлогу, — пригадує Юрг Штадельманн. — Він робив цікаві коментарі, на кшталт: болгарам сподобається основа кубка,.. іспанцям точно припаде до душі ось це,.. італійці віддадуть перевагу такому,.. хоча німці явно симпатизуватимуть цьому. В результаті затвердили дизайн у вигляді загальної мозаїки. Він складається з багатьох елементів, але мені подобається, як, думаю, і всім шанувальникам футболу».
«Пам'ятаю, що кубок повинен треба було виготовити до 28 березня 1967, — додає майстер. — Адже я мав одружитися та поїхати з дружиною у десятиденний круїз до Лос-Анджелеса. Тож на створення трофея пішло 340 годин. Я займався відпрацьовуванням деталей, а доробляв усе гравіювальник Фред Бьоннінгер. Я радий, що він упорався в призначений термін».

## Володіння трофеєм
Перед сезоном 1968–69 було запроваджено правило, за яким будь-який клуб, котрий виграє найпрестижніший клубний турнір тричі поспіль або п'ять разів загалом, отримає трофей на вічне зберігання, пам'ятну відзнаку, а новий цикл розпочне з нуля. За новими правилами, з 2009 року клуб, який здобуде 3 перемоги поспіль чи 5 перемог загалом, отримає спеціальну марку визнання, значок багаторазового переможця, замість того, щоби отримати оригінальний трофей.
Зазвичай клуб, що вигравав турнір не 5 разів загалом чи 3 рази поспіль, залишав Кубок у себе тільки на десять місяців: він був зобов'язаний повернути трофей назад УЄФА за два місяці до наступного фіналу, а на згадку про перемогу отримував зменшену копію Кубка. З 2009 року оригінальний трофей залишається в УЄФА назавжди, але клуб-переможець тепер отримує повнорозмірну точну копію кубка з його назвою, що вигравіювана на цій копії.
Кубок європейських чемпіонів залишався на вічне зберігання в таких клубах:
- «Реал Мадрид», після 6-ох перемог (1956-1960 рр. і в 1966 році) отримав кубок на вічне зберігання в березні 1967 року.[2]
- «Аякс» після 3-ох перемог поспіль в 1973 році.
- «Баварія» (Мюнхен) після 3-ох перемог поспіль в 1976 році
- «Мілан» після 5-ох перемог загалом в 1994 році
- «Ліверпуль» після 5-ох перемог загалом в 2005 році